# Vedran Mataija
Vedran Mataija (* 6. Mai 1988 in Virovitica) ist ein kroatischer Handballspieler.
Der 1,80 Meter große und 85 Kilogramm schwere linke Außenspieler begann seine Karriere bei RK Poreč. Er spielte mit Poreč im EHF Challenge Cup (2006/2007, 2008/2009). Im Sommer 2011 schloss sich Mataija RK Nexe an. Mit Nexe nahm er 2011/12 sowie 2012/13 am EHF-Pokal teil. Daraufhin kehrte Mataija zum RK Poreč zurück, mit dem er 2013/14 ebenfalls am EHF-Pokal teilnahm.
Vedran Mataija stand im Aufgebot der kroatischen Nationalmannschaft, so für die Europameisterschaft 2010.